# 心理驚悚
心理驚悚（英語：Psychological thriller）是結合驚悚和心理的類型。它通常用於描述在驚悚或驚險場景中處理心理敘事的電影和書籍等媒介。也時常有創作者結合其他類別進行複合式的文本創作，如安眠書店第一季即是浪漫愛情結合心理驚悚。或多數情況此類型文本通常與鬼故事、奇幻類型故事結合。
心理驚悚屬於驚悚敘事結構的子分類 。與哥特和偵探作品相似，有時甚至具有“消散的現實感”。人們常常通過心理壓力人物的觀點來講述它，揭示他們扭曲的心理認知，並著重於強迫症和病理性人物之間複雜且經常遭受折磨的關係。